# Isaac Abraham Euchel
Isaac Abraham Euchel hébreu : יצחק אייכל, né le 17 octobre 1756 à Copenhague et mort le 14 juin 1804 à Berlin, est un auteur hébreu et fondateur du mouvement " Haskalah ". 

## Biographie
Il naît le 17 octobre 1756 à Copenhague. Après sa bar mitsvah, il est envoyé, en tant que jeune prodige, à Berlin, où il étudie le Talmud avec son oncle, le rabbin Masus Rintel, de 1769 à 1773. Puis il se rend à Francfort-sur-le-Main, où il travaille comme professeur privé ("Hofmeister") pour une riche famille juive. En 1776, il se rend à Hanovre où il étudie le "chochmot", les sciences du monde, avec Rafael Levi (de) (1685-1779), alors âgé de plus de quatre-vingt-dix ans, qui avait été étudiant et assistant de Gottfried Leibniz dans sa jeunesse et avait publié des écrits mathématiques généraux et religieux juifs. En 1778, s'installe Euchel à Königsberg, où il  étudie les langues orientales, l'éducation et la philosophie à l'université de Königsberg - cette dernière sous la direction d'Emmanuel Kant. Que, comme certains le disent, il ait acquis un beau style hébreu de Moses Mendelssohn et Naphtali Wessely, ou qu'il ait été autodidacte - il devient l'un des plus grands hébreux de son temps. Kant songe à le nommer en mai 1787 professeur de langues orientales à l'université, où il est doyen de la faculté de philosophie, mais au bout de quelques semaines, il conclut qu'Euchel n'est pas apte après tout, car "il n'est guère possible pour un professeur juif de langue hébraïque de s'abstenir des expositions rabbiniques auxquelles il a été habitué dès sa jeunesse. " 
Au début de 1782, Euchel fonde, avec d'autres jeunes chercheurs, à Königsberg, la "Chevrat Dorshei Leshon Ever", la "Société des amis de la littérature hébraïque", et devient l'un des éditeurs du périodique "Ha-Meassef" (1783), l'organe des Biuristes, où il publie régulièrement. La biographie de Moses Mendelssohn, qui apparaît pour la première fois en 1788, revêt une importance particulière, à la fois pour les Juifs de son temps et comme source d'information pour les érudits d'aujourd'hui. Il ne fait pas seulement de précieuses recherches factuelles, mais il s'en sert pour présenter la philosophie et les idées de Mendelssohn (publiées principalement en allemand) au public des lecteurs hébreux. Pendant un certain temps, Euchel est comptable dans l'établissement de Meyer Warburg à Berlin. En 1792, il fonde, avec d'autres jeunes savants, comme Joseph Mendelssohn, E. Wolfssohn et N. Oppenheimer, la Société des Amis à Berlin, une société composée principalement de jeunes juifs qui veulent penser en dehors des limites d'une stricte orthodoxie.

## Œuvre
Les principaux ouvrages d'Euchel sont : 
- Gebete der Deutsch-Polnischen, Jude (traduit de l'hébreu, avec notes), Ratisbonne, 1786–1788 ; réédition : Vienne, 1790–1798) ;
- Die Sprüche Salomos (traduit de l'hébreu, avec commentaire hébreu), Berlin, 1789–1798 ; réédition : Offenbach, 1805–1808) ;
- Ist nach Jüdischen Gesetzen das Uebernachten der Todten Wirklich Verboten ?, Breslau, 1797–1798) ;
- "Mose Maimuni's 'More Nebuchim', mit einem Kommentar von Mose Narboni und einem Kommentar von S. Maimon, Berlin, 1791 ; réédition : Sulzbach, 1829.

L'exemple le plus brillant du style hébreu d'Euchel se trouve dans sa biographie de Moses Mendelssohn : Toledot Rambeman: Lebensgeschichte Mos. Mendelssohns, mit Excerpten aus seinem 'Jerusalem, Berlin, 1789 ; réédition : Vienne, 1804.